# سیارک ۲۳۶۲۵
سیارک ۲۳۶۲۵ (به انگلیسی: 23625 Gelfond، نامگذاری:1996WX) بیست و سه هزار و ششصد و بیست و پنجمین سیارک کشف شده‌است که در ۱۹ نوامبر ۱۹۹۶ کشف شد.